# تاداناری اوکاموتو
تاداناری اوکاموتو (انگلیسی: Tadanari Okamoto; ۱۱ ژانویهٔ ۱۹۳۲ – ۱۶ فوریهٔ ۱۹۹۰) کارگردان فیلم، و پویانما اهل ژاپن بود. وی بین سال‌های ۱۹۶۵ تا ۱۹۹۰ میلادی فعالیت می‌کرد.